# Amidon
Amidon è un comune (city) degli Stati Uniti d'America e capoluogo della contea di Slope nello Stato del Dakota del Nord. La popolazione era di 20 abitanti al censimento del 2010.

## Geografia fisica
Amidon è situata a 46°28′59″N 103°19′20″W (46.483042, -103.322251).
Secondo lo United States Census Bureau, la città ha una superficie totale di 1,66 km², dei quali 1,65 km² di territorio e 0 km² di acque interne (0% del totale).
Situata sulla U.S. Route 85 a circa 31 miglia (50 km) a nord di Bowman, è la città più vicina al White Butte.

## Origini del nome
Amidon prende il nome da Charles F. Amidon, giudice federale per la Corte distrettuale degli Stati Uniti per il Distretto del Dakota del Nord.

## Storia
Amidon fu fondata nel 1910 nel capolinea previsto di un ramo della Milwaukee Road che si estendeva dalla Pacific Extension della ferrovia a McLaughlin, Dakota del Sud. La linea non fu mai costruita più a ovest di New England, Dakota del Nord, facendo di Amidon una delle poche città sopravvissute del Dakota del Nord a non essere mai stata servita da una linea ferroviaria.
Fu anche l'ultimo capoluogo di contea dello stato a ottenere l'elettricità quando la Slope Electric Cooperative la cablò nel 1950.

## Società

### Evoluzione demografica
Secondo il censimento del 2010, la popolazione era di 20 abitanti.

### Etnie e minoranze straniere
Secondo il censimento del 2010, la composizione etnica della città era formata dal 100% di bianchi, lo 0% di afroamericani, lo 0% di nativi americani, lo 0% di asiatici, lo 0% di oceanici, lo 0% di altre etnie, e lo 0% di due o più etnie. Ispanici o latinos di qualunque etnia erano lo 0% della popolazione.